# Captain Morgan
Captain Morgan  è un brand di rum prodotto dalla multinazionale Diageo. Il suo nome deriva dal gallese Sir Henry Morgan, corsaro e bucaniere caraibico la cui morte risale al 26 agosto 1688.

## Storia
Nel 1944, l'azienda Seagram cominció la produzione di rum sotto il nome di "Captain Morgan Rum Company". L'amministratore delegato della Seagram, Samuel Bronfman, aveva acquistato una distilleria chiamata Long Pond dal governo giamaicano. Tra i vari clienti della distilleria Long Pond c'era una farmacia di Kingston chiamata Levy Brothers, la quale acquistava il rum, ci aggiungeva erbe e spezie medicinali, e dopo averlo fatto invecchiare lo imbottigliava. A Bronfman piacque a tal punto il prodotto che ne acquistò i diritti.
Negli anni cinquanta i governi di Stati Uniti d'America e Porto Rico svilupparono vari programmi per la creazione di posti di lavoro a Puerto Rico. Le tasse dei rum proveniente dai 48 stati limitrofi vennero rese più basse rispetto alle tasse sui rum provenienti da altri paesi. In questo periodo sia la Seagram che la famiglia Bacardi costruirono nuovi siti produttivi nella zona di San Juan.
Nel 1985, la Seagram vendette la distilleria e i suoi siti produttivi situati a Camuy e Arecibo, che producevano rum sotto il nome I Puerto Rican Distillers, alla distilleria Serrallés, un groppo Portoricano che dal 1985 produceva il brand Don Q. Parte dell'accordo era la cessione dei diritti per la produzione e la distribuzione del brand Captain Morgan a Puerto Rico e nel resto dei Caraibi, fino al 2012.
Nel 2001, la Seagram vendette il brand "Captain Morgan" alla Diageo.
Il 24 giugno 2008 la Diageo annunciò la volontà di costruire una nuova distilleria di rum a Saint Croix nelle Isole Vergini. Questa distilleria avrebbe sostituito la distilleria Serrallés dopo la fine del contratto nel 2012.
Nel 2010, due territori americani, Puerto Rico e le Virgin Islands, si opposero ai piani di Captain Morgan di spostare la produzione all'U.S.V.I sotto la spinta di incentivi fiscali. La questione divenne di dominio pubblico quando il piano della USVI di utilizzare benefici fiscali per convincere l'azienda a lasciare gli Stati Uniti fu dibattuto nel congresso degli Stati Uniti d'America.
Nel 2011 in Gran Bretagna, per allinearlo alla versione internazionale, il brand Morgan's Spiced divenne Captain Morgan's Spiced. Questo cambiamento fu accompagnato da una massiccia campagna mediatica e da un grandissimo numero di party organizzati in tutti i bar e i club della Gran Bretagna. Il personaggio Captain Morgan fu introdotto insieme alle “Morganettes”. Le sembianze del personaggio Captain Morgan vennero create dal pluripremiato artista Don Maitz.
Nel 2012 Captain Morgan Original Spiced Gold divenne il sesto brand di alcolici più venduto al mondo in termini di litri.

## Processo di distillazione
Il rum Captain Morgan è un distillato dello zucchero di canna. Quest'ultimo, sotto forma di melassa, viene unito ad acqua, malto e lievito e viene distillato in un alambicco continuo. Una volta distillata, la bevanda alcolica è lasciata invecchiare fino a 12 mesi in botti di quercia precedentemente annerite ex bourbon. Questo processo permette al rum di assumere un colore dorato. Successivamente vengono aggiunti sapori e spezie delle isole caraibiche che donano al prodotto il suo gusto caratteristico. La ricetta per l'aggiunta di queste spezie è segreta.

## Varietà
Sotto il marchio Captain Morgan sono distribuiti una serie di prodotti:
- Original Spiced Gold - Rum speziato, prodotto a partire da una mescita di rum corposi ed invecchiati miscelati con spezie e un tocco di vaniglia. Imbottigliato nella tradizionale bottiglia Captain Morgan con un'etichetta dorata.
- Dark Rum (noto in Precedenza come Jamaica o Original) - Rum scuro, prodotto a partire da una miscela di pot e rum giamaicani, delle Barbados e Guyana distillati in alambicchi continui e fatti invecchiare in botti di quercia. Ha un colore scuro e un gusto ricco e distintivo. È disponibile nel Regno Unito, Germania, Scandinavia, Italia, Svizzera, Sud Africa e pochi altri paesi. Viene imbottigliato nella tradizionale bottiglia Captain Morgan che presenta un'etichetta nera.
- White Rum - Rum chiaro, prodotto tramite cinque distillazioni ed invecchiato in Botti di quercia. Imbottigliato nella tradizionale bottiglia Captain Morgan con un'etichetta bianca.
- Original Spiced Gold & Cola - Cuba libre premiscelato, distribuito in lattine da 330 cl.

Erano disponibili, in passato, altre varietà o edizioni limitate:
- Captain Morgan Parrot Bay – Rum chiaro disponibile in un'ampia varietà di sapori tra cui cocco, lime, mango, arancia, passion fruit, ananas e fragola. Disponibile principalmente negli Stati Uniti questo rum si dice sia nato per competere con l'emergente trend delle vodka aromatizzate. Imbottigliato in una bottiglia unica nella gamma.
- Captain Morgan Black Spiced Rum – Prodotto dal rum caraibico Blackstrap miscelato con ingredienti selezionati tra cui chiodi di garofano e corteccia di cassia. Invecchiato in botti di quercia annerite due volte. Viene pubblicizzato come un alcolico dal gusto importante con sentori di cannella e chiodi di garofano che nel finale si ammorbidisce rilasciando un sentore di spezie calde e vaniglia. È disponibile solamente in USA, Canada e Australia. Viene imbottigliato in una distintiva bottiglia stout-bodie dal vetro chiaro e dall'etichetta bianca stampata su entrambi i lati.
- Captain Morgan Deluxe Dark – Una miscela di rum caraibici invecchiati in botti di quercia bianca. Disponibile solamente in Canada.
- Captain Morgan Private Stock – Un rum ricco, scuro e corposo che nasce dalla miscela di spezie delle isole con una struttura morbida. Imbottigliato in una distintiva bottiglia con un'etichetta di piccole dimensioni.
- Long Island Iced Tea – Un cocktail premixato di rum, vodka, whisky, gin e triple sec. Disponibile solamente in USA e Canada.
- Captain Morgan Silver Spiced – Rum invecchiato in botti di quercia per oltre un anno. Ha un gusto morbido ed un sentore di vaniglia.
- Captain Morgan Tattoo – Un rum extra-dark, con sapori fruttati simili alle bacche e al limone. Introdotto per competere nel mercato emergente degli shot.
- White Rum: Rum chiaro invecchiato in botti di quercia per oltre un anno. Disponibile solamente in USA e Canada.
- Captain Morgan 100 Proof – Il prodotto della gamma Captain Morgan dal più alto tasso alcolemico. Molto simile al più diffuso Captain Morgan Original Spiced Gold.
- Captain Morgan 1671 – Un rum scuro dal gusto morbido.